# Raivavae
Raivavae (inna nazwa Vavitu) – wyspa należąca do archipelagu Tubuai (Îles Australes) w Polinezji Francuskiej. Raivavae jest głównym ośrodkiem administracyjnym gminy Raivavae. Wyspa została odkryta w 1775 roku przez hiszpańskiego żeglarza Tomasa Gayangosa. Raivavae stanowi wygasły wulkan, najwyższym punktem jest Mont Hiro (437 m n.p.m.). Powierzchnia wyspy wynosi 16 km². Podobnie jak Rimatara, Raivavae ma silne tradycje protestanckie. Wyspa posiada własny pas startowy dla niewielkich samolotów.